# Венюковське сільське поселення
Венюко́вське сільське поселення (рос. Венюковское сельское поселение) — сільське поселення у складі Вяземського району Хабаровського краю Росії.
Адміністративний центр та єдиний населений пункт — село Венюково.

## Населення
Населення сільського поселення становить 328 осіб (2019; 353 у 2010, 454 у 2002).